# Biomassa
|  | Si busqueu l'ús en l'àmbit de l'ecologia vegeu biomassa (ecologia) |

La biomassa, en l'àmbit de la tecnologia de les fonts d'energia renovables, és la matèria orgànica d'origen vegetal o animal, que pot ser utilitzada com a font d'energia, ja sigui com a combustible o per altres processos. La biomassa utilitzada com a font d'energia pot incloure material vegetal d'origen agrícola, provinent de conreus destinats específicament a aquesta finalitat o de subproductes o restes d'altres cultius, biomassa d'origen forestal (llenya sobretot), i productes o subproductes d'origen animal, com els fems. L'energia de la biomassa sol utilitzar-se per al seu aprofitament com a energia tèrmica o, indirectament, per a la generació d'energia elèctrica. A vegades s'inclou també en la biomassa l'obtenció d'energia a partir de residus urbans com la incineració de les deixalles domèstiques o industrials, o la seva metanització i posterior combustió. Finalment altres formes de biomassa són el biogàs i els biocarburants, com el bioetanol i el biodièsel.
El terme biomassa s'utilitzà originàriament en l'àmbit de l'estudi ecològic dels ecosistemes naturals, per a referir-se a total dels organismes vius existents en una comunitat o en un ecosistema, mesurats com la massa d'aquests, a la qual sovint s'afegia també la matèria orgànica no viva, utilitzable com a font d'energia per a l'activitat biològica.
En termes energètics, s'utilitza com energia, com és el cas de la llenya, dels olis per produir biodièsel, del agroalcohol, del biogàs i del bloc sòlid combustible. No es considera renovable perquè el seu cicle de regeneració és més llarg que el seu temps de consum. A més, pel seu baix poder calorífic, produir biomassa necessitaria moltes hectàrees de plantacions que caldria llevar a cultius per a aliments o acaparar més terreny salvatge.
La biomassa pot ser usada en petites quantitats com a producte de reciclat de residus, com ocorre amb el biogàs (metà) obtingut de les escombraries orgàniques o amb el petroli blau per a fer baixar el diòxid de carboni emès per cimenteres i altres indústries. Tanmateix, la biomassa no pot ser mai una font principal d'energia, ja que seria absurd haver de produir quantitats molts majors d'escombraires només per a poder obtenir-la. A més, faria falta la superfície total d'uns quants planetes Terra només amb els conreus de biomassa necessaris per a substituir l'energia obtinguda actualment pels combustibles fòssils.

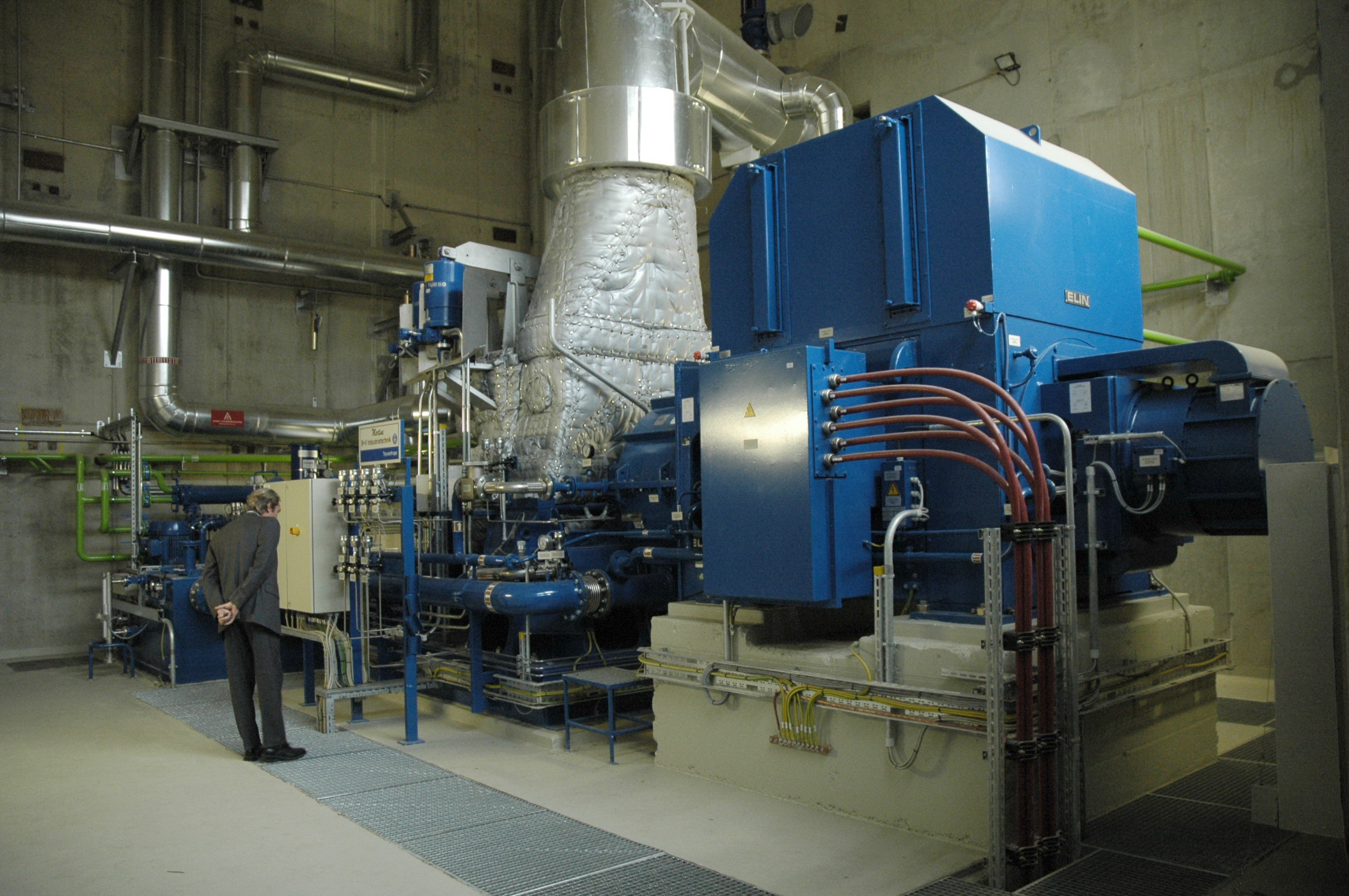
Petita planta elèctrica de 5 MW, que utilitza biomassa com a combustible, conjunt de caldera i turbina de vapor fabricada per l'empresa alemanya Blohm & Voss.

## Origen de l'energia de la biomassa
Les plantes, arbres i altres vegetals fa servir la llum de l'energia solar i a través de la fotosíntesi, les plantes que contenen clorofil·la o altres pigments amb la mateixa funció transformen productes inorgànics en l'energia per a alimentar-se, i al seu torn els vegetals serveixen d'aliment a altres éssers vius.
L'energia emmagatzemada en el procés fotosintètic pot posteriorment ser transformada en energia tèrmica quan aquesta es crema per combustió, deixant anar quantitats de diòxid de carboni a l'aire. El carbó i el petroli són restes de plantes i animals morts que, en haver perdut una gran part d'aigua i aire, tenen aquesta energia molt més concentrada que les plantes, paper, fusta, llenya, olis, alcohols, etc. La diferència principal entre els combustibles fòssils i la biomassa és que els primers no poden ser produïts per l'home, que només pot actuar com a recol·lector, mentre que idealment la biomassa és cultivable. Des d'alguns àmbits es discuteix el seu ús per criteris de sostenibilitat i sobretot de capacitat de càrrega, resultant que no hi hauria espai suficient a la Terra com per a fer-ho, i que la fusta, per exemple, és "recol·lectada" de manera anàloga a com es fa amb els combustibles fòssils, produint greus problemes ambientals a causa de la desaparició massiva d'arbres i boscos.

## Tipus de biomassa utilitzats com a font d'energia

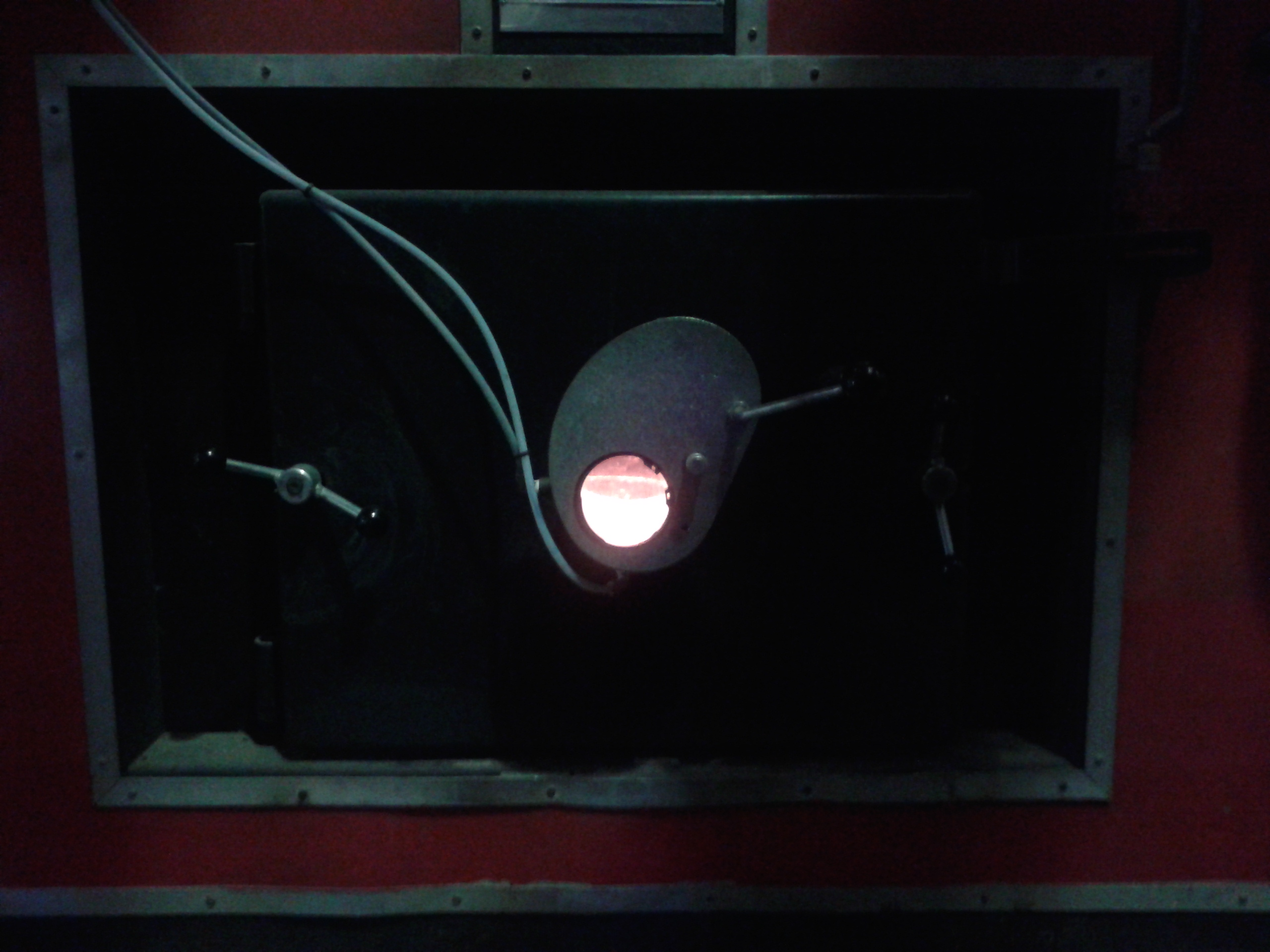
Una de les calderes de crema de fusta per a escalfar el barri de La Granja

Els principals tipus de biomassa utilitzats són:

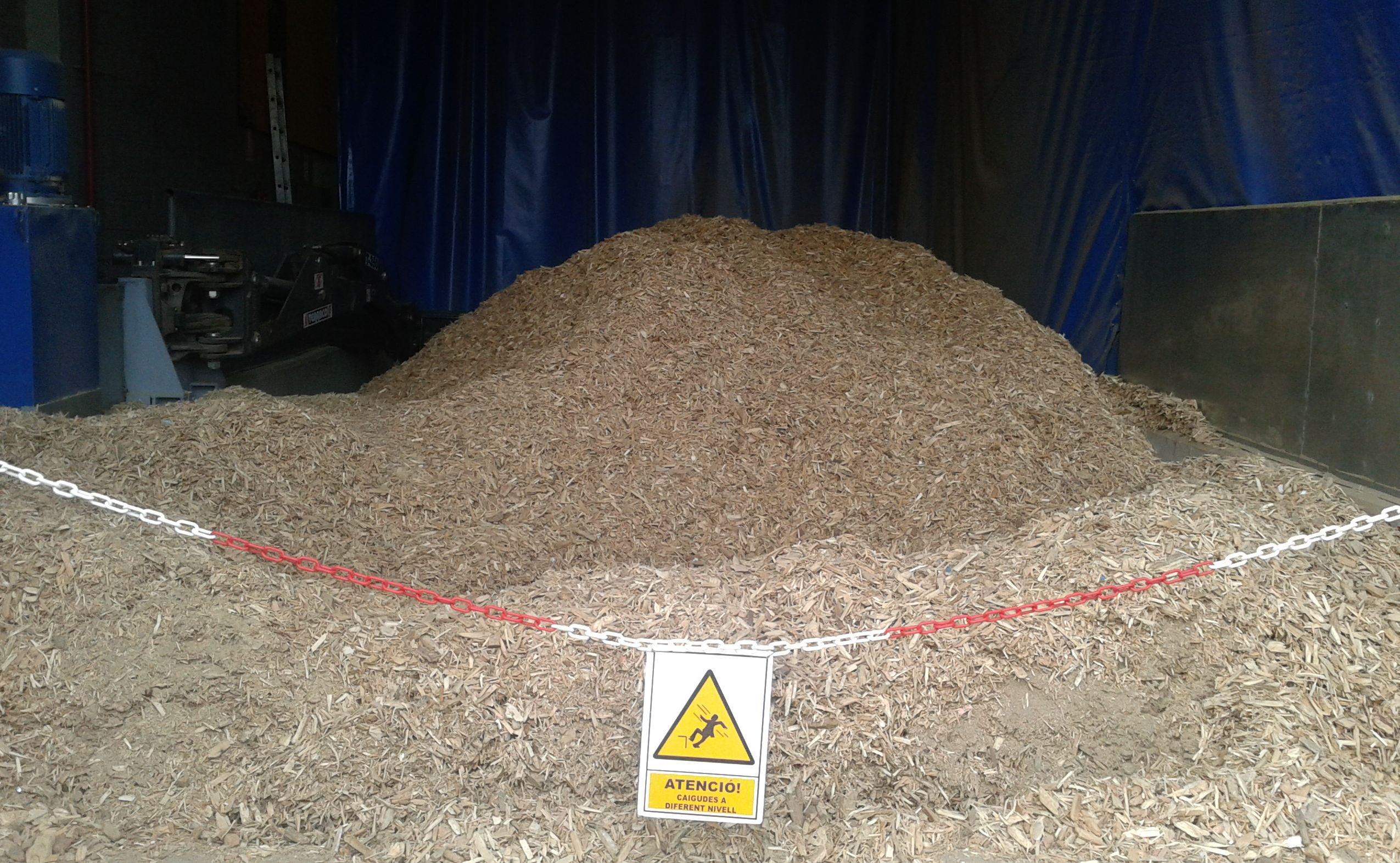
Paletes industrials triturades emprades com a fusta per a alimentar les calderes que escalfen aigua pels veïns del barri de La Granja a Molins de Rei

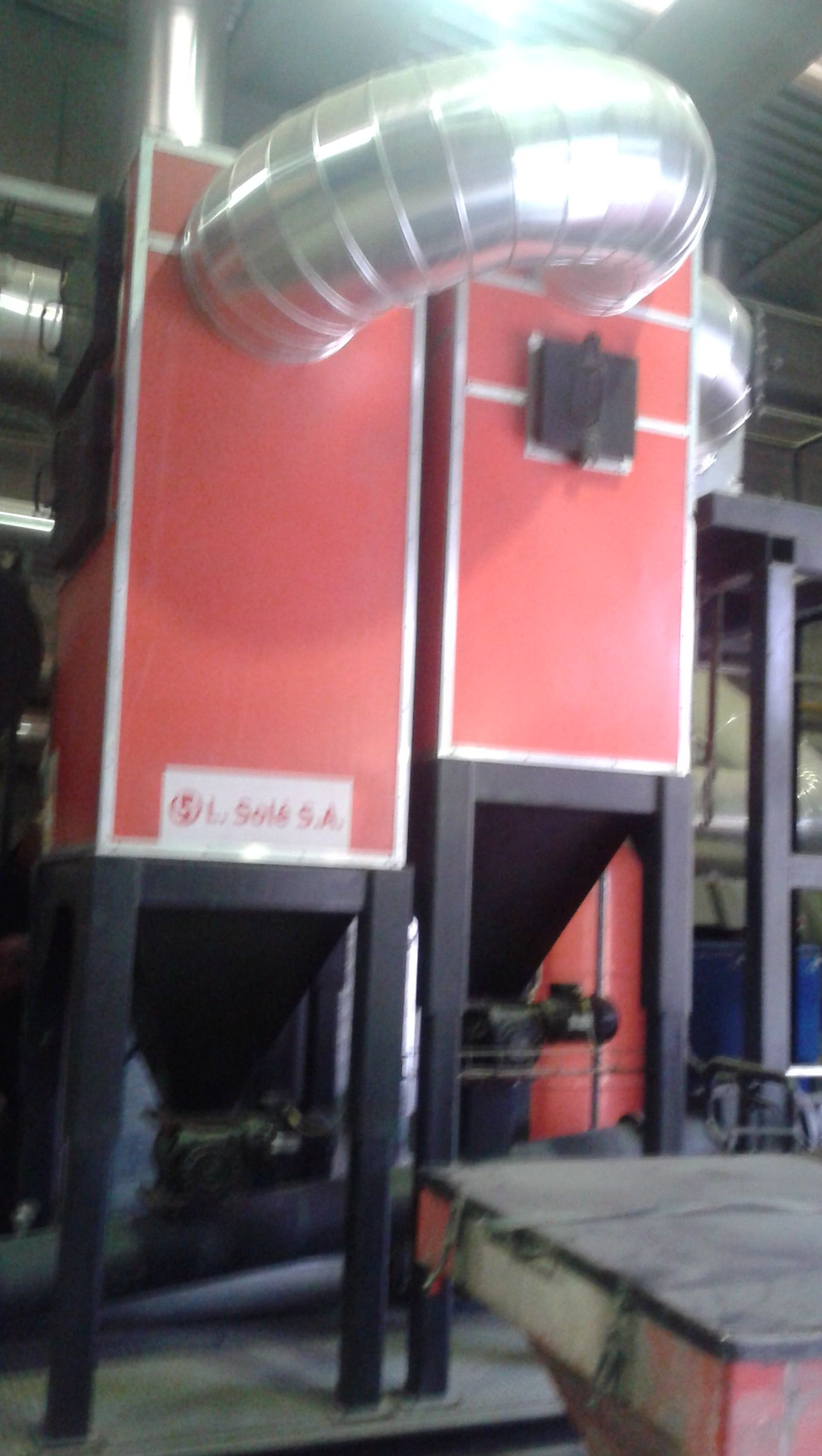
La biomassa emet la mateixa quantitat de CO i de CO₂ que els combustibles fòssils. A la planta tèrmica de La Granja, per exemple, l'únic tractament que es fa es extreure les cendres des gasos emesos a l'atmosfera. Això es fa per mitjà de ciclons, que separen les partícules sòlides del gas gràcies a la força centrífuga, en fer-los girar a dins a gran velocitat.

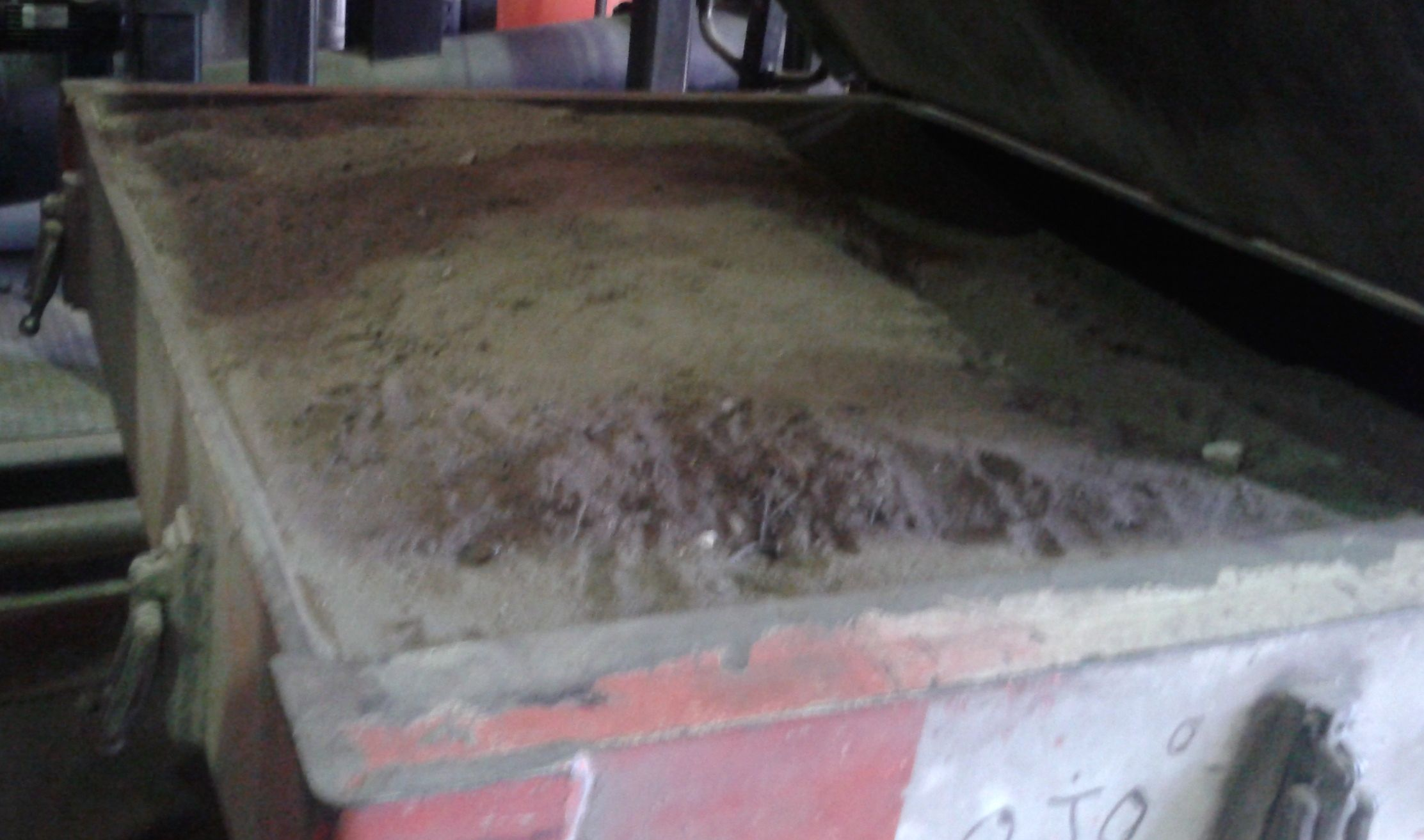
Cendres separades amb els ciclons. A la separació de sòlids que fan els ciclons es troben claus i altres objectes pressents al combustible d'origen (residus industrials).

- Biomassa forestal o llenyosa: és material llenyós d'origen forestal o de cultius llenyosos. Tradicionalment ha estat una de les primeres fonts d'energia tèrmica utilitzades per l'home en forma de llenya. La llenya, material primari, pot utilitzar-se directament o sotmetre's a processos industrials per a obtenir-ne combustible en altres formes, com són l'estella forestal, el pèl·let o les briquetes. La biomassa forestal es destina sobretot a l'obtenció d'energia tèrmica per combustió, si bé també es pot utilitzar-se en centrals termoelèctriques per a generar electricitat.
- Productes o subproductes agrícoles: poden ser cultius destinats a la seva utilització com a combustible, o subproductes d'altres cultius, com la closca d'ametlla i altres fruits secs, o la pinyolada d'oliva.

- Biocarburants: són carburants líquids destil·lats a partir de material vegetal, normalment provinent de cultius agrícoles, per diferents processos industrials. Hi ha dues classes de biocarburants: el bioetanol i el biodièsel.

- Biogàs: és un gas combustible obtingut per digestió anaeròbia de matèria orgànica. Aquesta matèria orgànica pot provenir de vegetals (com cultius destinats a aquest fi), residus animals (com fems o purins) o residus industrials orgànics. El gas obtingut de la digestió pot utilitzar-se per a l'obtenció d'energia tèrmica per combustió o, indirectament, per a la generació d'electricitat. També pot obtenir-se biogàs per la metanització de la fracció orgànica dels residus sòlids urbans.
- Incineració de residus urbans o industrials: consisteix en la valoració energètica dels residus sòlids urbans, mitjançant la seva incineració, consistent en la combustió controlada de la fracció que no s'ha pogut reciclar de les deixalles domèstiques. L'energia recuperada es pot aprofitar per a generar electricitat que s'injecta a la xarxa elèctrica, o per a generar vapor que pot ésser venut a indústries properes.

## Discussió sobre la utilització de l'energia provinent de biomassa
Des d'alguns àmbits s'ha criticat la inclusió de l'energia provinent de la biomassa com una font renovable. Les principals objeccions a la seva utilització són:
- Emissions atmosfèriques: la seva combustió, igual que la dels combustibles fòssils i al contrari que els combustibles nuclears, emet CO₂ a l'atmosfera, que és un contaminant atmosfèric considerat un dels majors gasos amb efecte d'hivernacle; per això, com pels combustibles fòssils, caldria utilitzar filtres i realitzar la combustió a temperatures superiors als 900 °C. Segons un document de la Unió Europea filtrat el febrer de 2012, els biocombustibles a base d'oli de palma, de soja i de colza emeten més CO₂ (diòxid de carboni) a l'atmosfera que la gasolina convencional.[7] Per exemple, l'oli de palma emet 105 grams de CO₂e/MJ mentre que la gasolina emet 87 grams CO₂e/MJ, és a dir que les emissions d'aquest biocombustible són un 20% superiors a les de la gasolina (petroli).[7] El de soja emet 103 grams CO₂e/MJ,[8] el de colza 95 grams CO₂e/MJ[8] i el de gira-sol és proper al de la gasolina, de 86 grams CO₂e/MJ.[8]

- Impacte ambiental, econòmic i social: entitats com Greenpeace i Amics de la Terra afegeixen que la seva producció, a més de contribuir al canvi climàtic, augmenta la desforestació, la degradació de les torberes i les disputes sobre els drets de la terra.[7] Els inconvenients socials inclouen els usos intensius de terres (cosa que també fa que siguin menys eficients) i, per efecte de l'oferta i la demanda (disminueix l'oferta d'aliments bàsics, cremats per a ús combustible) entre d'altres, l'augment de la fam al segon i tercer món, i del preu dels aliments al primer món.[7] Aquestes organitzacions denuncien públicament que malgrat aquestes dades la Unió Europea continuïn subvencionant i considerant sostenibles i renovables aquestes fonts d'energia, que segons els criteris econòmics, socials i mediambientals, amb les dades de la mateixa UE i comparant amb una font clarament considerada no sostenible ni renovable (la gasolina) no ho són.[7] Amics de la Terra i ActionAid afirmen que aquests biocombustibles costaran als europeus uns 126.000 € fins a 2020.[8]
- Capacitat de càrrega: segons alguns autors,[5][6] per a substituir els combustibles fòssils exclusivament amb combustibles provinents de biomassa la superfície destinada a cultius o ramaderia haurien de ser massa grans. Si hom dediqués tota la superfície de la Terra a conrear biomassa (prescindint dels conreus amb fins alimentaris i mèdics, als boscos, a l'espai per a ciutats, etc.) no obtindria ni una sisena part de la biomassa necessària per a substituir l'energia procedent del petroli. A més, el cicle de regeneració (naixement, creixement i maduració) dels cultius seria massa lent, respecte a la velocitat de consum, cosa que deixaria la humanitat sense energia fins a la collita. Aquests autors consideren la biomassa una font d'energia no viable en grans quantitats ni per si mateixa (sí que podria ser-ho en alguns casos molt particulars, sempre com a energia de suport a d'altres, del seu ús com a reutilització d'un subproducte de descontaminació o de tractament de residus), no acceptable èticament i anti-sostenible. Fins i tot a petita escala crearia problemes socials importants, com la pujada del preu d'aliments bàsics al primer món, l'especulació amb les terres del tercer món, contaminació de sols i aigües que afecten els ecosistemes i als aliments, esclavatge de persones del tercer món per part de les promotores privades d'aquests productes, augment de morts per fam als llocs on es conreen, etc. A més, els procediments per a obtenir-los, en general, químics industrials, poden presentar altres inconvenients addicionals, per exemple, una mala incineració, causada per una separació no prou acurada, pot resultar perillosa, ja que produeix emissió de substàncies tòxiques.

Des d'aquesta òptica es defensaria la seva utilització només quan suposi una revalorització, és a dir, que doni una funció o valor a un residu o producte secundari d'un altre procés industrial que de totes maneres s'hauria de tractar. En canvi, no es consideraria adequat conrear especialment un producte, com per exemple canya de sucre, o oliveres per a haver de produir més oli d'oliva del compte per a poder obtenir les enormes quantitats de "residu", que esdevindria objectiu i, per tant, producte principal, per a fer combustible.
En canvi, quan es tracta de matèria resultant d'un procés de descontaminació ambiental i es fa servir d'energia de suport, sense haver de ser forçosament la principal sinó una més, en un mix energètic més ampli i variat, resulta interessant.

## Centrals tèrmiques amb biomassa
Una central tèrmica convencional pot produir energia elèctrica a partir de la combustió de biocombustibles. La tecnologia més madura en aquest sentit és la combustió de biogàs en una turbina de gas, obtenint-se un rendiment energètic del 32,95%. També és possible emprar biocarburants produïts amb cultius energètics (blat de moro, canya de sucre, algues, etc.) en calderes de centrals tèrmiques que emprarien gasoil o fuel. Actualment s'està potenciant la cogeneració que utilitza la crema de biomassa (per exemple en forma d'estella o pèl·let) per a la producció de fred o calor i aprofita la temperatura dels gasos generats per a produir electricitat. Combinant aquest dos processos s'obté un rendiment global major. Aquestes instal·lacions poden tenir una dimensió menor que les centrals tèrmiques convencionals i ser útils per a generar climatització i energia per a grans edificis o petits barris.

## Exemples
Moltes substàncies són susceptibles de crear calor en ser cremades:
biomassa conreada:
- Card
- Arbres
- Canyes, per la seva densitat i altura (100 % de recobriment, 3m-9m), i que al recol·lectar-les sempre es deixa la meitat del canyar, en el cas de la canya comuna, i la quarta part en el cas dels bambús, que la mateixa planta reposa en pocs mesos.

Biomassa a partir de residus (forestals, urbans, industrials, etc.), tòxics o no:
- Oliasses o morca residu del procés d'elaboració de l'oli d'oliva
- Peles de fruita seca
- Restes de fusteria
- Restes de poda, segues i neteja de monts
- Altres residus de la indústria alimentària. Si conté humitat, el residu s'asseca.
- Excrements secs d'animals
- Mobles, roba, menjar, excrements, paper (llibres, bitllets…), etc.